# Aphrodisium semipurpureum
Aphrodisium semipurpureum är en skalbaggsart som beskrevs av Maurice Pic 1925. Aphrodisium semipurpureum ingår i släktet Aphrodisium och familjen långhorningar.
Artens utbredningsområde är Laos. Inga underarter finns listade i Catalogue of Life.